# デボラ・シェルトン

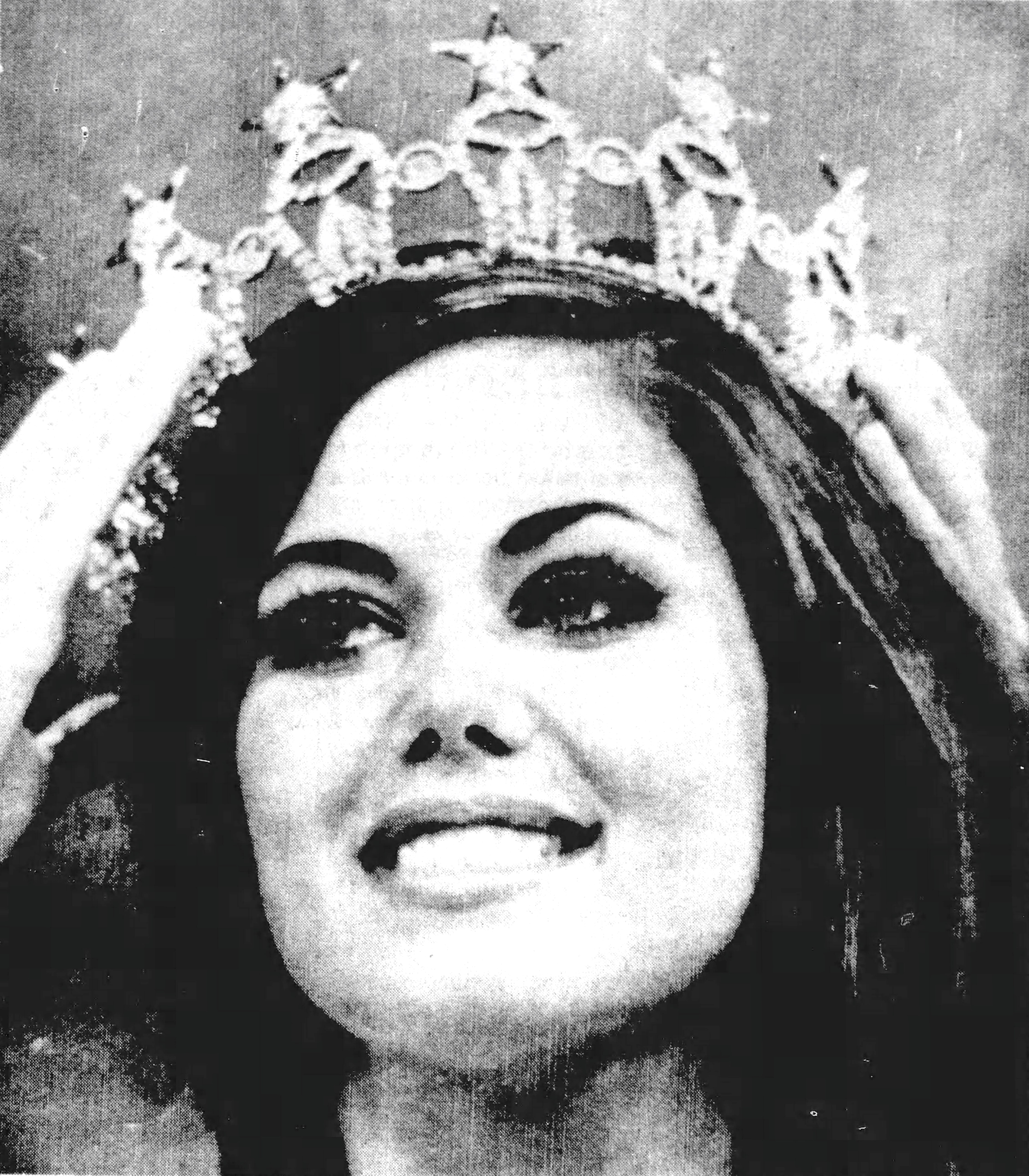
デボラ・シェルトン

デボラ・シェルトン（英: Deborah Shelton、1948年11月21日 - ）は、アメリカ合衆国の女優。元ミスUSAで、テレビドラマ「ダラス」に3シーズン出演した。

## 美人コンテスト
1970年のミス・バージニアUSAに出場し優勝、同年5月にフロリダ州マイアミで開かれたミスUSA1970にバージニア州代表として出場し、ミス・ピクサブル賞を受賞、ミスUSAの冠を戴いた。前年度ミス・アメリカのウェンディ・ダスコムもバージニア州代表であったが、2年連続で同じ州の代表が受賞するのは大会史上初めてのことであった。当時は身長5フィート8インチ、体重125ポンド、スリーサイズ39-24-36インチで参加した各州代表51人の中で最も豊満であった 。これを受けて7月にマイアミで開かれたミス・ユニバース1970にも出場したが、プエルトリコ代表のマリソル・マラレに次ぐ準優勝に終わった。彼女はミス・ユニバース出場について「人生最大の試練だった」と振り返った。
全盛期の彼女は全米じゅうを飛び回り、日本、スペイン、ポルトガル、ブラジル、プエルトリコにも訪れた。ミスUSAの優勝賞品として賞金5000ドルと5000ドル相当のミンク皮のコートを手に入れ、さらに出演料で5000ドルを稼いだ。

## 経歴
ワシントンD.C.に生まれ、バージニア州ノーフォークで育った。ノーヴュー高校とオールド・ドミニオン大学を卒業後、美人コンテストで活躍する前にニューヨークに移り、演技とモデルを学んだ。テレビCMにも出演した。
1974年3月、シェルトンは『PLAYBOY』の表紙を飾った。1984年の映画『ボディ・ダブル』で主要な役を務め、その後も『ファンタジー・ アイランド』、『特攻野郎Aチーム』、『パトカーアダム30』、『俺たち賞金稼ぎ!!フォール・ガイ』、『チアーズ』、『ラブ・ポート』、『リップタイド探偵24時』、『Get a Life』などのテレビドラマにゲスト出演。「NIP/TUCK マイアミ整形外科医」では裕福なマダム役を演じた。
彼女の代表作はテレビドラマ「ダラス」でのマンディ・ウィンガー（J・R・ユーイングの愛人）役である。ウィンガーが作中に登場しなくなると、ファンから「また出させてほしい」とのメールがプロデューサー宛に多数寄せられ、1984年から1987年にわたって出演した。1991年と1992年のミスUSAでは解説を務めた。

## 人物
ミスUSAに輝いてから1年も経たない1971年に、フィデル・カストロと血縁関係にあるキューバ人亡命者のヴィシ・カストロと結婚した。クリストファーという子どもを一人設けたが、5年も経たないうちに別れた。1977年にイスラエルの音楽プロデューサー、シュキ・レヴィと結婚し、タマラという女の子を授かった。夫婦で楽曲を共同制作することもあり、その一つ“Magdelena”はフリオ・イグレシアスのアルバムに収録された。